# Yakovlev Yak-28
Yakovlev Yak-28 foi um bombardeiro supersônico multifuncional soviético, apelidado de "Firebar" pela OTAN.
Apresentado em Tushino, no Dia da Aviação em 1961, tratava-se na verdade de um bombardeiro supersônico no qual o piloto sentava numa cabine do tipo caça e o bombardeador ficava em um compartimento envidraçado no nariz. Entrou em serviço em 1962 na versão "Brewer B", sendo capaz de carregar até 2.000 kg de cargas. 
O modelo era equipado com dois turbojatos Turmansky com pós-combustão com 6.200 kg de empuxo e capaz de desenvolver Mach 1,88 de velocidade num teto de serviço de 16.765 metros a 925 km de sua base. 
As variantes desenvolvidas a partir do modelo B, incluíam uma versão de reconhecimento com o compartimento de bombas ocupados por câmeras ópticas e sensores, uma versão de contra-medidas eletrônicas, uma versão de treinamento com duplo comando onde a cabine do piloto aluno localizava-se no lugar do compartimento do bombardeador e uma variante de interceptação o qual foi equipado com dois mísseis ar-ar AA-3 "Anab" sob as asas sendo um guiado a infravermelho e o outro por radar semi-ativo.
Em 1986 apenas os modelos de reconhecimento e contra-medidas eletrônicas ainda estavam e uso na Força Aérea Soviética.

No início dos anos 90 todos os Yakovlev Yak-28 foram substituídos por outros modelos.